# Wolfgang Kreißig
Wolfgang Kreißig (ur. 29 sierpnia 1970 w Gehrden) – niemiecki lekkoatleta specjalizujący się w skoku wzwyż.
Na początku kariery zdobył w 1989 roku brązowy medal mistrzostw Europy juniorów. W 1994 zajął 13. lokatę w mistrzostwach Europy, a rok później został w Fukuoce wicemistrzem uniwersjady. Wystąpił na igrzyskach olimpijskich w 1996 zajmując dziewiąte miejsce. Piąty zawodnik halowych mistrzostw świata. W 2000 odpadł w eliminacjach halowych mistrzostw Europy oraz zajął ósme miejsce na igrzyskach olimpijskich w Sydney. Medalista (także złoty) mistrzostw Niemiec.
Rekordy życiowe: stadion – 2,34 (11 września 1999, Mannheim); hala – 2,30 (1 lutego 1997, Arnstadt).

## Osiągnięcia
| Rok  | Impreza                     | Miejsce   | Pozycja           | Wynik |
| ---- | --------------------------- | --------- | ----------------- | ----- |
| 1989 | Mistrzostwa Europy juniorów | Varaždin  | 3. miejsce        | 2,20  |
| 1994 | Mistrzostwa Europy          | Helsinki  | 13. miejsce       | 2,20  |
| 1995 | Uniwersjada                 | Fukuoka   | 2. miejsce        | 2,29  |
| 1996 | Igrzyska olimpijskie        | Atlanta   | 9. miejsce        | 2,29  |
| 1997 | Halowe mistrzostwa świata   | Paryż     | 5. miejsce        | 2,29  |
| 1999 | Mistrzostwa świata          | Sewilla   | el. – 14. miejsce | 2,26  |
| 2000 | Halowe mistrzostwa Europy   | Gandawa   | el. – 11. miejsce | 2,21  |
| 2000 | Superliga pucharu Europy    | Gateshead | 2. miejsce        | 2,25  |
| 2000 | Igrzyska olimpijskie        | Sydney    | 8. miejsce        | 2,29  |